# Andorra nos Jogos Olímpicos de Verão de 2004
Andorra competiu nos Jogos Olímpicos de Verão de 2004, em Atenas, na Grécia. Atletas do país participaram de competições no Atletismo, Judô, Tiro e Natação, não obtendo medalhas.